# أحداث ماسبيرو
أحداث ماسبيرو أو مذبحة ماسبيرو كما أسمتها بعض الأوساط الصحفية، وتعرف أيضًا باسم أحداث الأحد الدامي أو الأحد الأسود، وهي تظاهرة انطلقت من شبرا باتجاه مبنى الإذاعة والتلفزيون المعروف باسم « ماسبيرو» يوم 9 أكتوبر 2011 ضمن فعاليات ما تم تسميته «بيوم الغضب القبطي»، ردّاً على قيام سكان من قرية المريناب بمحافظة أسوان بهدم كنيسة قالوا أنها غير مرخصة، وتصريحات لمحافظ أسوان اعتبرت مسيئة بحق الأقباط وفض اعتصام الأقباط يوم 4 مارس بالقوة وقيام جنود من الشرطة العسكرية بالضرب المبرح للشاب رائف فهيم أحد المتظاهرين. تحولت إلى مواجهات بين المتظاهرين وقوات من الشرطة العسكرية والأمن المركزي أفضت إلى مقتل حوالي 28 شخصًا بالإضافة لأكثر من 321 مصاب أغلبهم من الأقباط. علمًا أنه وبحسب الصحفي المصري محمد فوزي، فإن أعدادًا غير قليلة من المتظاهرين كانوا من المسلمين.

## مجريات الأحداث

### بداية الأحداث
منذ ثورة 25 يناير نظمّ شبان أقباط وتعاون معهم في كثير من الأحوال شبان مسلمون، عدد من الوقفات الاحتجاجية والمسيرات التي تؤكد وحدة الشعب المصري، وكذلك حال مظاهرة ماسبيرو التي انطلقت من شبرا أحد أحياء القاهرة ذي الكثافة المسيحية وتوجهت نحو مقر الإذاعة والتلفزيون المصري الواقع في منطقة ماسبيرو بالقرب من ميدان التحرير الذي احتضن ثورة 25 يناير؛ أما السبب المباشر لمظاهرة شبرا فهو المطالبة بإقالة محافظ أسوان والرد على هدم بناء يعتقد أنه كنيسة في المدينة. علمًا أن البناء متواجد من منتصف منتصف الثمانينات ولم تقم السلطات المصريّة بهدمه بل من هدمه ثلّة من سكان القرية، لم يتعامل معه المحافظ ما أدّى إلى تفاقم «كراهية» المحافظ.
وقد أعلن آلاف الأقباط اعتصامهم مساء الرابع من أكتوبر أمام مبنى ماسبيرو احتجاجاً على أحداث الماريناب والمطالبة بتقديم الجناة للمحاسبة، ودعا القس فلوباتير جميل عزيز والقس متياس نصر منقريوس المتظاهرين للاعتصام، فيما انسحبت حركات اتحاد شباب ماسبيرو وحركة أقباط بلا قيود وقال المتحدث الرسمي لأقباط بلا قيود أنهم يرفضون وجود الجلابية السوداء في إشارة إلى الكهنة، وفي مساء 4 أكتوبر 2011، قامت قوات الشرطة العسكرية بفض اعتصام الأقباط بالقوة، عقب قيام قوات من الأمن المركزي بضرب المتظاهرين وتعقبهم حتى ميدان التحرير ثم انسحبت لتحل محلها قوات الشرطة العسكرية التي طالبت الأقباط بإنهاء اعتصامهم، وعندما رفض المعتصمون ما طلب منهم، فضت اعتصامهم بالقوة وقامت بإطلاق أعيرة نارية أصابت 6 معتصمين.
كما أظهرت لقطات مصورة على موقع اليوتيوب قيام جنود من الشرطة العسكرية بالضرب المبرح لأحد المتظاهرين وهو الشاب رائف فهيم الذي أعلن اتحاد شباب ماسبيرو عن تنظيم احتفالية لتكريمه في مطرانية شبرا الخيمة دعا فيها القس فلوباتير جميل عضو الاتحاد وكاهن كنيسة العذراء، جموع الأقباط لتكريم الشاب بالمشاركة في أكبر مسيرة للأقباط تشهدها مصر «على حد قوله» يوم الأحد 9 أكتوبر، والذي عُرف إعلامياً بيوم الغضب القبطي حيث تظاهر آلاف الأقباط في مسيرات بست محافظات مصرية، أهمها تلك التي ذهبت إلى مبنى ماسبيرو. والجدير بالذكر أن الدعوة إلى المظاهرة والإعلان عنها وإخطار الجهات المختصة، كان قد تم من قيادات ائتلافات واتحاد شباب ماسبيرو وغيرهم من التجمعات قبل قيامها بثلاثة أيام على الأقل.

### أحداث الأحد الدامي
يوم الأحد 9 أكتوبر 2011، والذي عرف إعلامياً بيوم الغضب القبطي، ولاحقا بالأحد الدامي والأحد الأسود، حيث تظاهر آلاف الأقباط في مسيرات بست محافظات مصرية، أهمها تلك التي ذهبت إلى مبنى ماسبيرو.

#### مناوشات خلال المسيرة
تعرضت المظاهرة عند نفق شبرا للقذف بالحجارة والزجاج من أعلى نفق شبرا من قبل بعض المدنيين المجهولين القادمين من منطقة السبتية مرددين هتاف (إسلامية إسلامية)، بالإضافة لإطلاق الأعيرة النارية من مصدر مجهول على المتظاهرين. واستطاعت المظاهرة استئناف مسيرتها بعد أن نجح الشباب المشارك في المظاهرة (لجنة النظام بالمظاهرة) من الصعود إلى أعلى النفق ومطاردة هؤلاء الأشخاص المعتدين، وقد أُصيب بعض المشاركين في المظاهرة نتيجة إلقاء الطوب والحجارة عليهم، وفقاً لبعض الشهادات المؤكدة على صحة ذلك.
وعند كوبري 26 يوليو أثناء عبور المظاهرة أسفل الكوبري، تعرض المتظاهرون إلى القذف بالطوب والحجارة والزجاجات الفارغة من مجاميع من المدنيين المجهولين في منطقة بولاق أبو العلا، وتم إطلاق أعيرة نارية عليهم دون أن تحدث إصابات للمشاركين في المظاهرة. واستأنفت المظاهرة خط سيرها، ثم توقفت أمام مبنى الأهرام منددة بالإعلام الفاسد في إشارة إلى أن مؤسسة الأهرام أحد رموز فساد منظومة الإعلام. وجرت بعض المناوشات بين أمن المبنى وبعض المتظاهرين، ولكن تم احتواء الموقف من قبل بعض المتظاهرين واستمروا في مسيرتهم إلى منطقة ماسبيرو، وكانت الهتافات تعلو مؤكدة سلمية المظاهرة عند تعرضها للاعتداءات (سلمية سلمية – احنا مسيرة سلمية إحنا مش بلطجية).
في حوالي الساعة السادسة والربع، بعد وصول مقدمة المظاهرة السلمية إلى كورنيش النيل من ناحية فندق رمسيس هيلتون في طريقها لتلتقي بالوقفة الاحتجاجية السلمية الموجودة أصلا منذ الساعة الخامسة بمنطقة ماسبيرو، تحركت قوات الشرطة العسكرية لتوقف تقدم المظاهرة، وألقى بعض الأفراد الحجارة وزجاجات المياه البلاستيكية على قوات الشرطة العسكرية المتقدمة صوبها، وقامت قوات الشرطة العسكرية بتفريق المتظاهرين باستخدام الدروع والضرب بالعصي الخشبية. كما أطلقت الرصاص الفشنك لتفريق المتظاهرين، مما أثار الرعب لديهم، فتسبب ذلك في تراجعهم للوراء بعيدا عن مبنى الإذاعة والتليفزيون (ماسبيرو) بسرعة للهروب من هجمة قوات الشرطة العسكرية. ومع الازدحام والأعداد الكبيرة واستمرار اعتداء قوات الشرطة العسكرية، تساقط الكثيرون من المتظاهرين بعضهم فوق بعض وأصيبوا بإصابات مختلفة. وحاول بعض المتظاهرين إثر ذلك ملاحقة بعض أفراد الشرطة العسكرية في أماكن تمركزهم مستخدمين العصي والحجارة

#### عمليات الدهس
بدأت المركبات المدرعة في التحرك بعد دقائق قليلة من بداية استخدام الشرطة العسكرية للقوة لتفريق المتظاهرين ومنعهم من التقدم للمنطقة المحيطة بمبنى ماسبيرو، وهو نفس المنهج المستخدم لفض تظاهرة مساء الثلاثاء 4 أكتوبر. فتحركت ثلاث مركبات مدرعة، الواحدة تلو الأخرى، بشكل متلاحق وسريع في شارع كورنيش النيل في اتجاه كوبري أكتوبر، ثم تبع ذلك تحرك مركبتين مدرعتين في نفس الاتجاه لكوبري أكتوبر. وكانت حركة المدرعتين الأولى والثانية بين المتظاهرين بالغة السرعة ودائرية، فغيرت خط سيرها من الاتجاه صوب كوبري أكتوبر إلى الاتجاه المعاكس صوب ماسبيرو. ونتيجة للسرعة الشديدة التي كانت تسير بها المدرعتان الأولى والثانية، قامتا بدهس عدد من المتظاهرين، ليسقط 12 من القتلى، بالإضافة إلى حوالي خمسة من الجرحى بإصابات بالغة، وفقا للبيانات المتوفرة حتى تاريخ التقرير، وكل ذلك ثابت بموجب شهادات موثقة وتسجيلات حية لوقائع الدهس. . وكان المتظاهرون قد قاموا بنقل الجثامين التي تم دهسها إلى مداخل البنايات المقابلة للكورنيش في ظل حالة من الذهول الشديد إثر بشاعة المشهد، في حين تأخرت سيارات الإسعاف في إخلاء الجثامين والمصابين نتيجة الدهس من مكان الأحداث، حسب ما ورد في أقوال الشهود، بينما أفادت وزارة الصحة في بيانها أنها دفعت بست سيارات إسعاف لتأمين المظاهرة، ثم أضافت 18 إلى أن وصل عدد سيارات الإسعاف إلى 30، ورغم ذلك لم يكن عدد السيارات كافيا بالنظر للأعداد الغفيرة للمتظاهرين والمصابين.

#### ردود فعل غاضبة
أقدم المتظاهرون على إحراق أربع سيارات بينها سيارة للشرطة وحافلتان صغيرتان وسيارة خاصة، كما خلعوا الأعمدة الحديدية على جانبي الجسر بهدف استخدامها كدروع في مواجهة الجيش، وبثت بعض القنوات الإعلامية أخبار عن وجود بلطجية ومندسّين وفلول الحزب الوطني بهدف إشعال المكان وتأجيج العنف، فضلاً عن إطلاق نار مجهول المصدر. علمًا أن المسيرة، التي بدأت قبطية، انضم لها عدد من الجهات المناوئة لسياسة المجلس العسكري في مصر، ولم تقتصر على الأقباط فقط. بعد نجاح الجيش في ضرب طوق أمني حول مبنى ماسبيرو وتراجع المتظاهرين إلى كورنيش النيل أمام المبنى، ظهر مجهولين يستقلون دراجات بخارية ودخلوا في حماية الشرطة العسكرية واعتدوا على المتظاهرين بالجنازير.
في الوقت نفسه، توجه العشرات من الشباب المسلمين والمسيحيين إلى ميدان التحرير هاتفين بسقوط الحكم العسكري، ومنددين بالتعامل العنفي للأمن، ولم يفلحوا في الوصول إلى ماسبيرو لكشف «الحقيقة»، وسرعان ما تمكنت قوات الأمن من السيطرة على الوضع داخل ميدان التحرير، وتم إلقاء القبض على العشرات، وتقهقر بقيتهم إلى خارج الميدان.
ونتيجة للشحن الإعلامي من قبل التليفزيون المصري والتحريض ضد الأقباط وصل بعد ذلك عدد من السلفيين إلى منطقة ماسبيرو مرددين هتافات «إسلامية إسلامية»، وقاموا بإشعال النيران في سيارتين، ومنعوا رجال الدفاع المدني من إطفائهما، كما نقل موقع اليوم السابع. الذي قال أيضًا أن الاشتباكات انتقلت إلى شارع رمسيس، ما دفع إلى إعلان حظر التجول في وسط القاهرة من الثانية فجراً وحتى السابعة صباحاً.

#### مينا دانيال

مينا دانيال في المستشفى الميداني بمسجد عباد الرحمن بالتحرير يوم 30 يناير 2011 أثناء علاجه من إصابة لحقت به أثناء جمعة الغضب.

من أشهر ضحايا أحداث ماسبيرو الناشط مينا دانيال، والذي أصبح أيقونة للمسيرات الاحتجاجية المُنددة بأحداث ماسبيرو، وهو شاب مصري ولد سنة 1991، وكان من مؤسسي ائتلاف شباب ماسبيرو، وعضوًا بكل من حزب التحالف الشعبي الاشتراكي وحركة شباب من أجل العدالة والحرية، شارك في ثورة 25 يناير 2011 والأحداث التي تبعتها حتى مقتله بالرصاص الحي خلال ما عرف بأحداث ماسبيرو 9 أكتوبر 2011.
في أثناء ثورة يناير، استضافه وائل الأبراشي مع عضوين من الحزب الوطني، ومما قاله في هذا اللقاء أن دور الكنيسة روحي فقط وليس سياسيًا. نجا مينا من الموت في موقعة الجمل حين تلقٌى رصاصتين واحدة في كتفه والثانية في ركبته ولكنه قُتل يوم 9 أكتوبر 2011 من جراء رصاصة أصابته في صدره خلال الأحداث. نفت القوات المسلحة مسئوليتها عن مقتل مينا، وتم ضمه إلى قائمة شهداء ثورة 25 يناير، في الوقت الذي تؤكد فيه المعارضة وعدد من منظمات حقوق الإنسان مسئولية المجلس العسكري عن القتلى في تلك الليلة مستندةً إلى شهادات الحضور ولقطات حية تم بثها عبر العديد من القنوات.

#### روايات شهود العيان
- رواية الصحفي محمد فوزي للأحداث أن الجيش حالما وصل المتظاهرون إلى أمام ماسبيرو، قام بإطلاق القنابل المسيلة للدموع بهدف تفريقهم بعد أن تردد أنهم ينوون الاعتصام المفتوح أمام المبنى، حينها بادر المتظاهرون لخلع أجزاء من أعمدة حديد الجسر لتشكيل ما يشبه الدرع، غير أن مصفحات الجيش بدأت تسير نحو تجمعات المتظاهرين، بقصد تفريقهم، ما أدى إلى وقوع عمليات دهس، وسقط القتيل الأول على إثرها.[1]

#### علاقة فلول الحزب الوطني بالأحداث
| أحداث ماسبيرو             | وكلما زارت سوزان مبارك سجن طرة وقع حادث دموي بعد 48 ساعة. | أحداث ماسبيرو |
| — اللواء رفعت عبد الحميد. |                                                           |               |

على أرض الواقع، فإن عددًا كبيرًا من المحللين والإعلاميين المصريين وجدوا أن بلطجية كان يديرهم حبيب العادلي وزير الداخلية الأسبق، إلى جانب عدد من فلول الحزب الوطني الذي حلّ في أعقاب نجاح الثورة، له اليد الطولى في إشعال الأحداث، من بينهم جورجيت قليني واللواء رفعت عبد الحميد خلال مداخلة مع هالة سرحان. والمرشد العام لجماعة الإخوان المسلمين في مصر، وإبراهيم عيسى، وسواهم. بل إن المجلس الأعلى للقوات المسلحة المصرية نفسه، نفى أن يكون قد أطلق النار على المتظاهرين أو دهسهم، وأشار في مؤتمر صحفي عقد لغاية التعليق على أحداث ماسبيرو، بشكل واضح إلى «جهات معينة تود زرع الفتنة»، غير أنه لم يذكر علاقة الحزب الوطني بالأحداث. كما أن بيان المجمع المقدس للكنيسة القبطية قال بوجود «مندسين» في أوساط المتظاهرين الأقباط أيضًا.

#### تغطية التلفزيون الحكومي
| أحداث ماسبيرو          | لولا تراث الكذب المعهود لاشتعل البلد من أقصاه إلى أقصاه. كعادته، تعاطى التلفزيون المصري مع الأحداث التي اندلعت أول من أمس بتحريض طائفي سافر كذّبته الأرقام ومذيعو التلفزيون الذين تبرأوا منه على فايسبوك وتويتر | أحداث ماسبيرو |
| — محمد فوزي، صحفي مصري | |               |

أعادت تغطية التلفزيون الحكومي إلى أذهان المصريين صورة الإعلام الرسمي خلال ثورة 25 يناير، انتقدت قوى سياسية عديدة ونشطاء من المجتمع المدني المصري التغطية التي قام بها التلفزيون المصري للأحداث، إذ أخذت تصريحاته منحى قيام الأقباط بقتل الجيش ولم يذكر عن سقوط أي قتيل من صفوف المتظاهرين أنفسهم، اتهم المتظاهرين بقتل رجال الأمن، حيث تركزت تغطيته للأحداث على أن الأقباط تعدوا على قوات من الجيش ورجال الشرطة العسكرية «بالسيوف والخناجر والأسلحة النارية» ما أدى إلى مقتل ثلاثة من رجال الجيش بطلقات نارية، اتهم المتظاهرين بقتل رجال الأمن، حيث تركزت تغطيته للأحداث على أن الأقباط تعدوا على قوات من الجيش ورجال الشرطة العسكرية «بالسيوف والخناجر والأسلحة النارية» ما أدى إلى مقتل ثلاثة من رجال الجيش بطلقات نارية كما لم يقم ببث أي صور لمدرعات الجيش وهي تدهس المتظاهرين، بل اكتفى ببث صور لسيارتي الجيش المحروقتين، إلى جانب ذلك أخذ باستقبال مكالمات هاتفية تحث المواطنين على إدانة المتظاهرين «والنزول لحماية الجيش من الأعيرة النارية التي يطلقها المتظاهرون» وفي ضوء ذلك التحريض استجاب بعض المواطنين المسلمين ويقول البعض الآخر أنهم بلطجية بالنزول وحدثت اشتباكات بينهم وبين الأقباط المصابين وذويهم المتواجدين في مستشفى القبطي . وقال عمرو حمزاوي (أستاذ العلوم السياسية في جامعة القاهرة) أن تغطية التلفزيون الحكومي المصري «مخزية وتحريضية»، بل إن بعض العاملين داخل التلفزيون نفسه من أمثال محمود يوسف ودينا رسمي وتغريد الدسوقي أعلنوا «تبرأهم» من تغطية التلفزيون المصري للأحداث. كما نظمت حملة على تويتر لمقاطعة البرامج الإخبارية في التلفزة الحكومية، كما دعت عدد من الفعاليات إلى استقالة وزير الإعلام أسامة هيكل، بعد محاولته تبرير التغطية بأنها «انفعال مذيعين».
خلال تغطية الأحداث، قامت قوات من الشرطة العسكرية باقتحام مقر قناة مصر 25 لمصادرة فيديوهات مصوّرة عن الأحداث من مبنى القناة الواقع بالقرب من ساحة الاشتباك بهدف التغطية على ما حدث، أيضًا قامت قوات من الشرطة العسكرية باقتحام مكتب قناة الحرة، ومنها إلى غرفة البث حيث قوطع المذيع.

## ردود فعل

### داخليا
1. قام عصام شرف بدعوة مجموعة من الوزراء للاجتماع ودعا إلى ضبط النفس، وقال: «إن المستفيد الوحيد هم أعداء الثورة وأعداء الشعب المصري من مسلميه ومسيحييه». وقال أيضًا: «ما يحدث الآن ليس مواجهات بين مسلمين ومسيحيين، بل هو محاولات لإحداث فوضى واشعال الفتنة بما لا يليق بأبناء الوطن الذين كانوا وسيظلون يداً واحدة ضد قوى التخريب والشطط والتطرف».[9] كما دعا لجنة العدالة الوطنية التابعة لرئاسة مجلس الوزراء لاجتماع طارئ في 10 أكتوبر بهدف معالجة القضية بحضور ممثلي الأزهر والكنيسة،[23] غير أن الكنيسة القبطية الأرثوذكسية لم ترسل ممثلين عنها في الاجتماع. أيضًا، فقد انعقد مجلس الوزراء المصري بكامل أعضائه صباح 10 أكتوبر وبدأ الجلسة بدقيقة صمت حدادًا على «شهداء ماسبيرو».[24] من جانبه قام المجلس الأعلى للقوات المسلحة المصريّة، بطلب تشكيل لجنة مستقلة لتقصي الحقائق حول الأحداث.[25]
2. بابا الإسكندرية شنودة الثالث دعا إلى اجتماع طارئ عقد في الكاتدرائية المرقسية بالعباسية صباح 10 أكتوبر للتباحث في القضية،[26] وخلص الاجتماع إلى دعوة الأقباط حول العالم للصوم والصلاة ثلاث أيام «ليحلّ الرب سلامه في أرض مصر».[19] كما أصدرت الكنائس الإنجيلية في مصر بيانًا استنكروا فيه الاعتداءات المظاهر الطائفية والعنفية، التي تكررت غير مرة في الآونة الأخيرة.[27]
3. قال المجمع المقدس للكنيسة القبطية الأرثوذكسية: «الأقباط يشعرون بأن مشاكلهم تتكرر كما هي باستمرار دون محاسبة المعتدين، ودون إعمال القانون عليهم أو وضع حلول جذرية لهذه المشاكل.»
4. وجد تحالف ثوار مصر أن ما حصل هو محاولة غربية لفرض وصاية أجنبية على مصر، وقالوا أن هناك مخطط لتقسيم مصر إلى مصرين، إسلامية ومسيحية، كما قالوا أن بعض الجهات من مصلحتها حدوث مثل هذه الفتن بهدف تأجيل الانتخابات البرلمانية المقبلة، والذي تتخوف بعض الجهات من سيطرة الإسلاميين عليها.[28] دون أن يكشفوا عن مصادرهم. كما جابت طنطا مسيرة داعمة للوحدة الوطنية.[29]
5. قال المحامي ممدوح رمزي أن الأقباط سيلجؤون إلى الأمم المتحدة لمواجهة «إرهاب الدولة الذي يمارس بحق الأقباط»،[30]
6. المستشار نجيب جبرائيل رئيس المركز المصري لحقوق الإنسان، قال أن الكنيسة المصرية وأقباط مصر لن يدولوا القضية ونفى استعمال الأقباط للعنف، مؤكدًا أنه أصيب خلال التظاهرة بطلق ناري في رجله.[30]
7. وكيل مطرانية السويس للأقباط الأرثوذكس قال أن «مندسين» هم من أشعلوا أحداث ماسبيرو، وأن هدفهم «الوقيعة بين الجيش وكل المصريين».[31]
8. سلفيّو مصر، نظموا مسيرات مناهضة للأقباط كما حفلت مواقع إلكترونية تابعة لهم باتهمات للأقباط « بلطجة » و«ضرب الجيش»،[1] غير أن عدد من القيادات السلفية من أمثال ياسر برهامي ومحمد حسان، دعت جموع السلفيين لالتزام الهدوء وعدم تنظيم أي مسيرات.[1]
9. محمد سليم العوا الذي صرّح العام الماضي بأن «الأقباط يخبأون داخل الأديرة أسلحة» قال أن لديه «أدلة دامغة أن الجيش هو من بدأ وليس المتظاهرين»،[1]
10. حازم صلاح أبو إسماعيل دعا الجميع لالتزام المنازل ولوّح إلى مؤامرة بهدف تأجيل الانتخابات.
11. شيخ الأزهر أحمد الطيب اتصل مع البابا شنودة وطالب اجتماع «بيت العائلة» الذي ترأسه بوضع قانون منظم لبناء الكنائس.

### خارجيا
1. وزراء خارجية الاتحاد الأوروبي قرروا عقد اجتماع في لوكسمبورغ لمناقشة الأوضاع في مصر، واعتبروا الأحداث انعطافة خطيرة.[32] كما قوِّل على لسان هيلاري كلينتون وزيرة خارجية الولايات المتحدة أنه من واجب الحكومة حماية دور العبادة المسيحية في مصر، وأن بلادها مستعدة لإرسال قوات لحماية هذه الأماكن، ما استدعى استنكارًا قبطيًا وإسلاميًا وليبراليًا،[33] وهو ما ثبت عدم صحته بعد ذلك.[34]
2. دعا باراك أوباما لاحترام «حقوق الأقليات» وقال أن بلاده تقف مع مصر في هذا الموقف الصعب والمؤلم.[1]

- على الصعيد الاقتصادي، فقد فقدت البورصة المصرية 10,2 مليار جنيه، في الجلسة الأولى من التداولات بعد وقوع الأحداث.[35]

## جنازة الضحايا
تمت جنازة الضحايا في الكاتدرائية المرقسية بالعباسية وهي أكبر كنيسة في مصر ومقر البابا، وقد ترأسها البابا شنودة الثالث نفسه، بمعاونة لفيف من المطارنة والأساقفة والكهنة. وقد انتشرت وحدات من الجيش المصري حول الكاتدرائية بهدف حمايتها، علمًا أن أربعة ضحايا فقط تمّ تشييعهم وذلك يعود لرفض الأهالي إخراج ذويهم من القتلى دون تعرض الجثث لعملية تشريح بقصد التعرف عن أسباب الحادث، كما رافق الجثامين الأربعة التي تمّ الصلاة عليها جمهرة من آلاف الأقباط فيما يشبه المظاهرة شارك بها عدد من الناشطين منهم كريمة الحفناوي، وقد ترددت من الشعارات: «بالإنجيل والقرآن فليسقط الطغيان»، «واحد اتنين دم الشهداء فين» و«الشعب يريد إسقاط المشير» وذلك بين المستشفى القبطي والكاتدرائية المرقسية، كما انطلقت بعد صلاة الجنازة مظاهرة من حوالي 3,000 مشارك نحو ماسبيرو تنديدًا وقد رشقت المسيرة من قبل مجهولين بالحجارة والزجاجات الفارغة عند منطقة غمرة أثناء عودتهم من مقر الكاتدرائية إلى ميدان رمسيس. وقد رافق صلاة الجنازة مسيرة في الإسكندرية، وكذلك في بور سعيد، في حين ألغت محافظة الغربية احتفالات عيدها الوطني في أعقاب الأحداث.
مساء 10 أكتوبر تم تشييع 17 جثمان في الكاتدرائية المرقسية أيضًا، وقد رافقت الجنازة مسيرة حاشدة بين المشفى القبطي والكاتدرائية. واعتبروا في عُرف الكنيسة «شهداء» وهي رتبة متفوقة على رتبة قديس وفق العقائد المسيحية، وقد بلغ عدد المشيعين أكثر من 100,000 مشيّع حسب موقع الأقباط المتحدون. كما تمّ في 11 أكتوبر تشييع جثمان أحد القتلى المسلمين وذلك في منطقة المهندسين.

## وصلات خارجية
- اقرأ بيان المجمع المقدس للكنيسة القبطية الأرثوذكسية - أخبار لايف.
- الصفحة الرسمية لاتحاد شباب ماسبيرو  على فيسبوك.- فيس بوك.
- فيديو يوضح أحداث ماسبيرو